# Marco Antonio Peyrot González
Marco Antonio Peyrot González (Ciudad de México, 10 de junio de 1940) es un militar mexicano, que desde el 1 de diciembre de 2000 hasta el 30 de noviembre de 2006 fue secretario de Marina.
El almirante Peyrot ingresó a la Armada de México como cadete de la Heroica Escuela Naval Militar en 1957, de donde egresó con el título de ingeniero geógrafo.
Realizó cursos de postgrado de Mando Naval y Diplomado de Estado Mayor en el Centro de Estudios Superiores Navales de la Armada de México, mientras que en el Colegio de Defensa Nacional, efectuó la Maestría de Administración Militar; seguridad y defensa nacional, después, en el Instituto Matías Romero dependiente de la Secretaría de Relaciones Exteriores, efectuó un curso especial para Oficiales de la Armada de México sobre derecho internacional marítimo, derecho de la guerra y relaciones consulares.
Fue oficial de cargo, segundo comandante y comandante de diversos barcos de la Armada, así como Comandante de la Fuerza Naval del Pacífico, así como el mando de varios sectores, zonas y regiones navales.
El entonces presidente Vicente Fox lo designó Secretario de Marina mientras era aún vicealmirante, recibió el ascenso al tomar posesión del cargo, el 1 de diciembre de 2000 y lo dejó cuando el mandato de Fox terminó, el 30 de noviembre de 2006.

## Condecoraciones
- Mérito Facultativo Naval
- Perseverancia en Sexta a Primera Clase
- Perseverancia Excepcional en Tercera Clase